# Suvanisia caudafurcata
Suvanisia caudafurcata är en insektsart som beskrevs av Thierry Bourgoin 1997. Suvanisia caudafurcata ingår i släktet Suvanisia och familjen Meenoplidae. Inga underarter finns listade i Catalogue of Life.